# Leptacis pauliani
Leptacis pauliani är en stekelart som först beskrevs av Jean Risbec 1953.  Leptacis pauliani ingår i släktet Leptacis och familjen gallmyggesteklar. Inga underarter finns listade i Catalogue of Life.